# Diverson Mlozi
Diverson Mlozi (n. Blantyre, 13 de septiembre de 1989) es un jugador de fútbol malauí que juega en la demarcación de delantero para el Bullets FC en la Primera División de Malaui.

## Biografía
Diverson Mlozi debutó como jugador de fútbol en 2008 con el Bullets FC, club en el que permanece hasta la fecha. El mismo año de su debut consiguió ser el máximo goleador de la liga con 14 goles. En 2012, con el club ganó la Carlsberg Charity Cup y la Copa Presidencial. 

## Selección nacional
Fue convocado una vez por la selección de fútbol de Malaui, jugando el partido en 2009.

## Clubes
| Club           | País        | Año         |
| -------------- | ----------- | ----------- |
| Bullets FC     | Malaui      | 2008 - 2014 |
| Malanti Chiefs | Suazilandia | 2014 - 2016 |
| Bullets FC     | Malaui      | 2016 -      |

## Palmarés

### Campeonatos nacionales
| Título                | Club       | País   | Año  |
| --------------------- | ---------- | ------ | ---- |
| Carlsberg Charity Cup | Bullets FC | Malaui | 2012 |
| Copa Presidencial     | Bullets FC | Malaui | 2012 |

### Distinciones individuales
| Título                                           | Club       | País   | Año  |
| ------------------------------------------------ | ---------- | ------ | ---- |
| Máximo goleador de la Primera División de Malaui | Bullets FC | Malaui | 2008 |